# 欧斯垂克–皮布尔斯判据
在天文学中， 欧斯垂克–皮布尔斯判据（Ostriker–Peebles criterion）以它的发现者耶利米·欧斯垂克和吉姆·皮布尔斯命名，它描述了有棒星系的形成。
螺旋星系的旋转盘（旋转盘由恒星和行星系统组成）在旋臂外部的恒星脱离时会变得不稳定，将导致剩下的恒星塌缩形成棒状星系。 这种现象大约发生在1/3已知的螺旋星系中。
根据第一动能分量T 和总动能W，当星系满足{\displaystyle {\displaystyle {\frac {T}{W}}>0.15}} 时，它将成为一个有棒星系。